# 盧戈羅馬城牆
盧戈羅馬城牆（西班牙語：Muralla Romana de Lugo）是西班牙加利西亞自治區盧戈省省会盧戈市的羅馬帝國時代城牆遺跡，總長度約2公里。城牆是西歐保存狀態最好的羅馬帝國後期防禦工事遺跡之一，被列入世界文化遺產。

## 图集

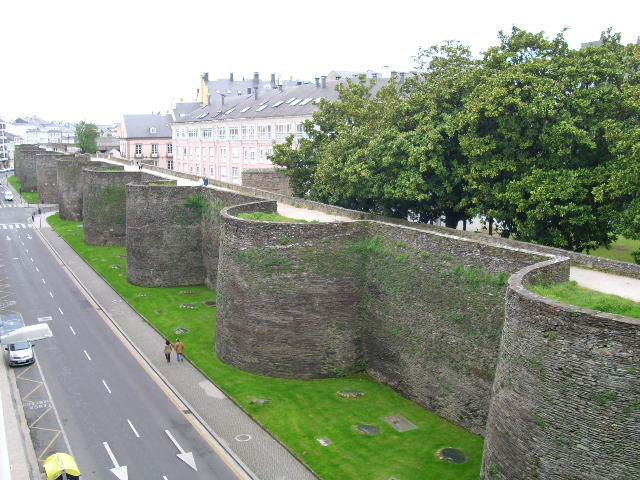
盧戈羅馬城牆
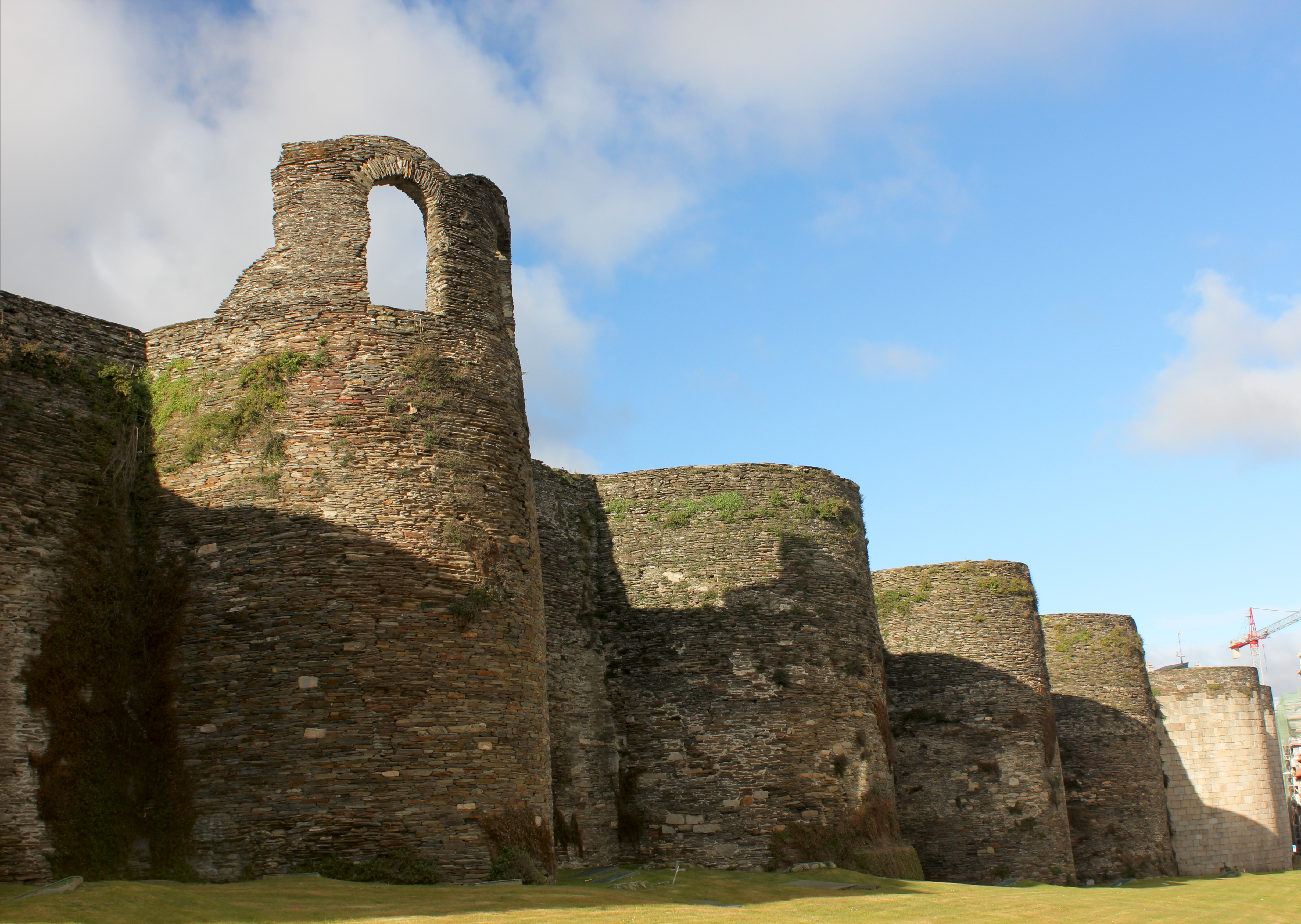
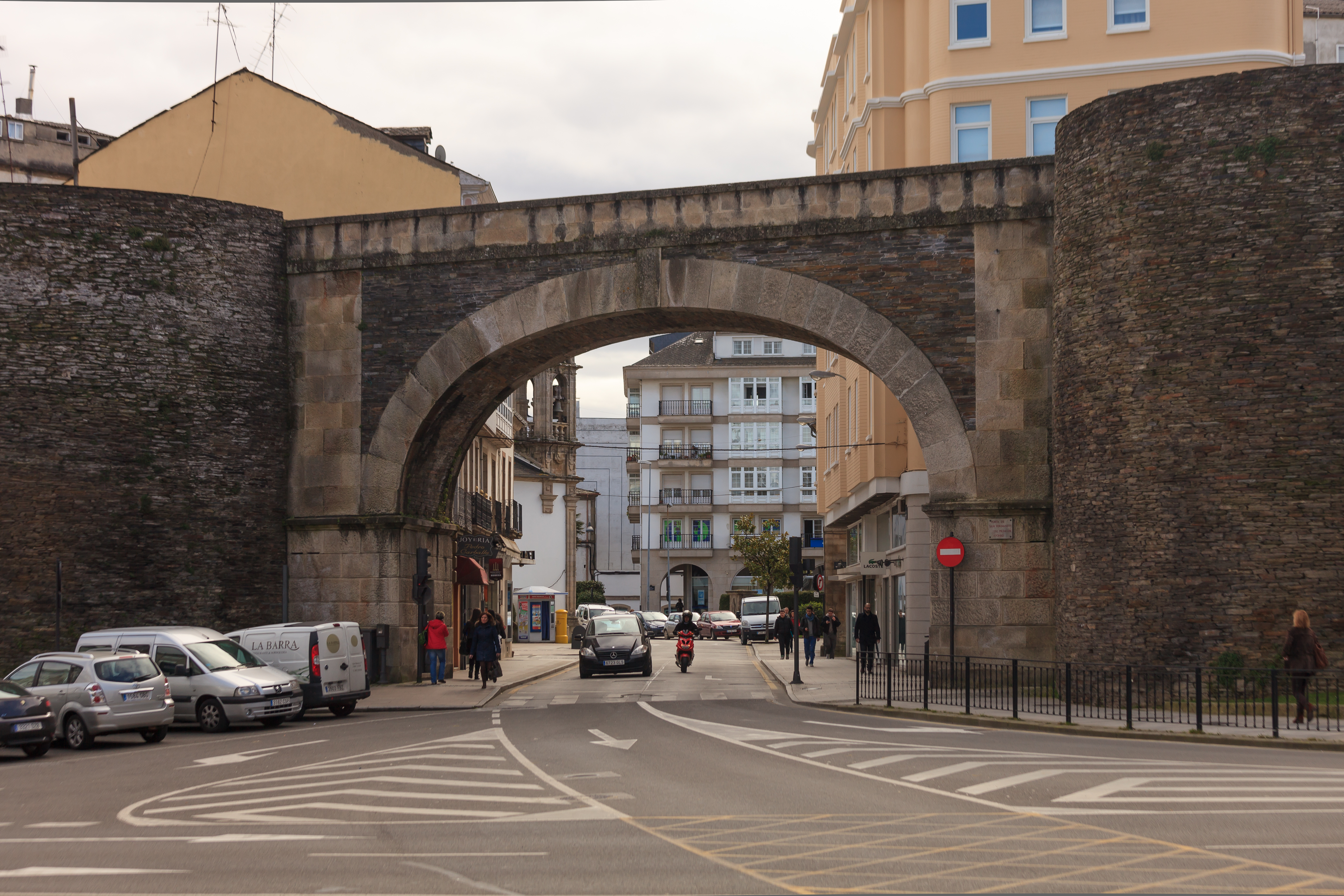
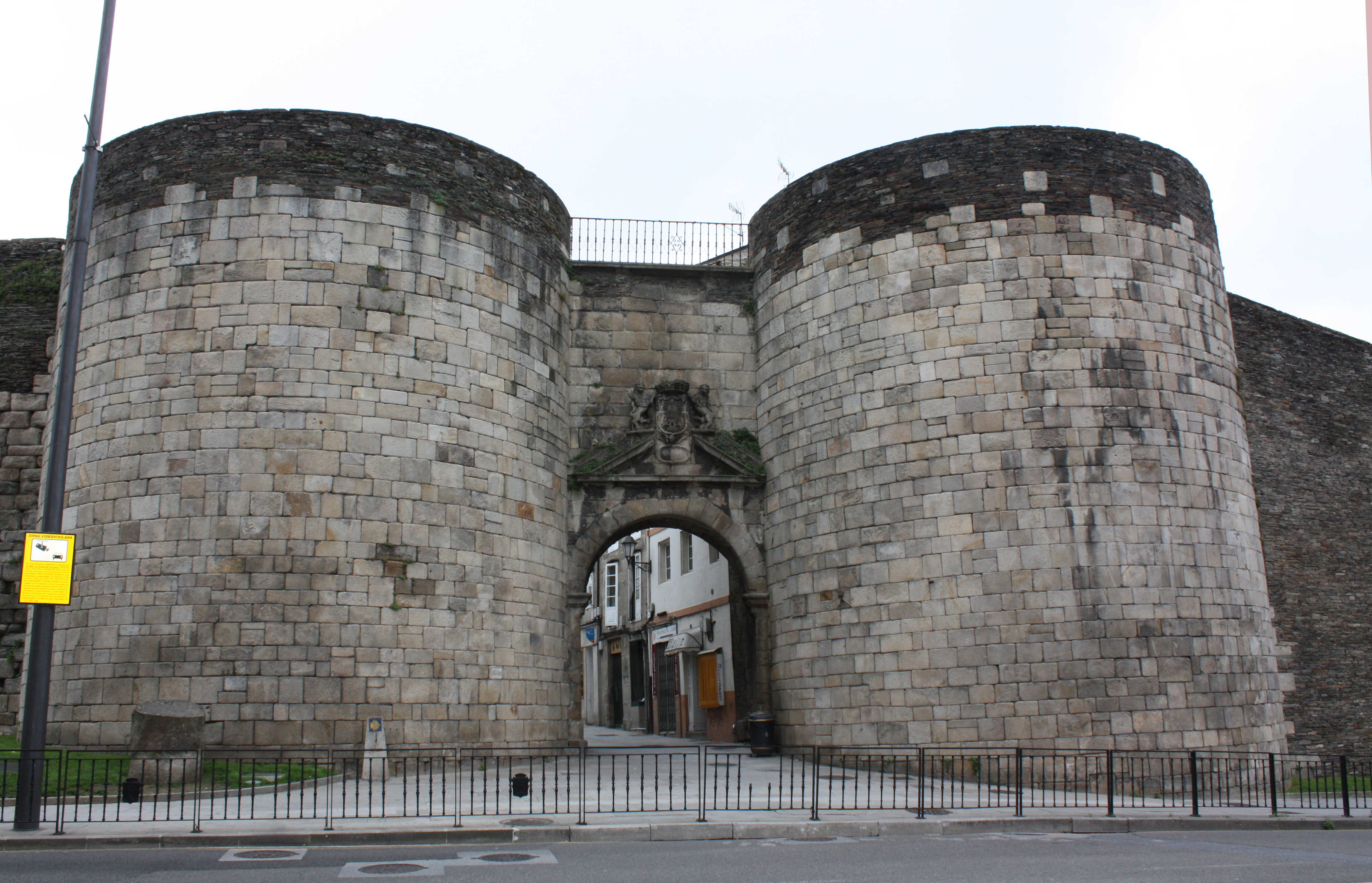
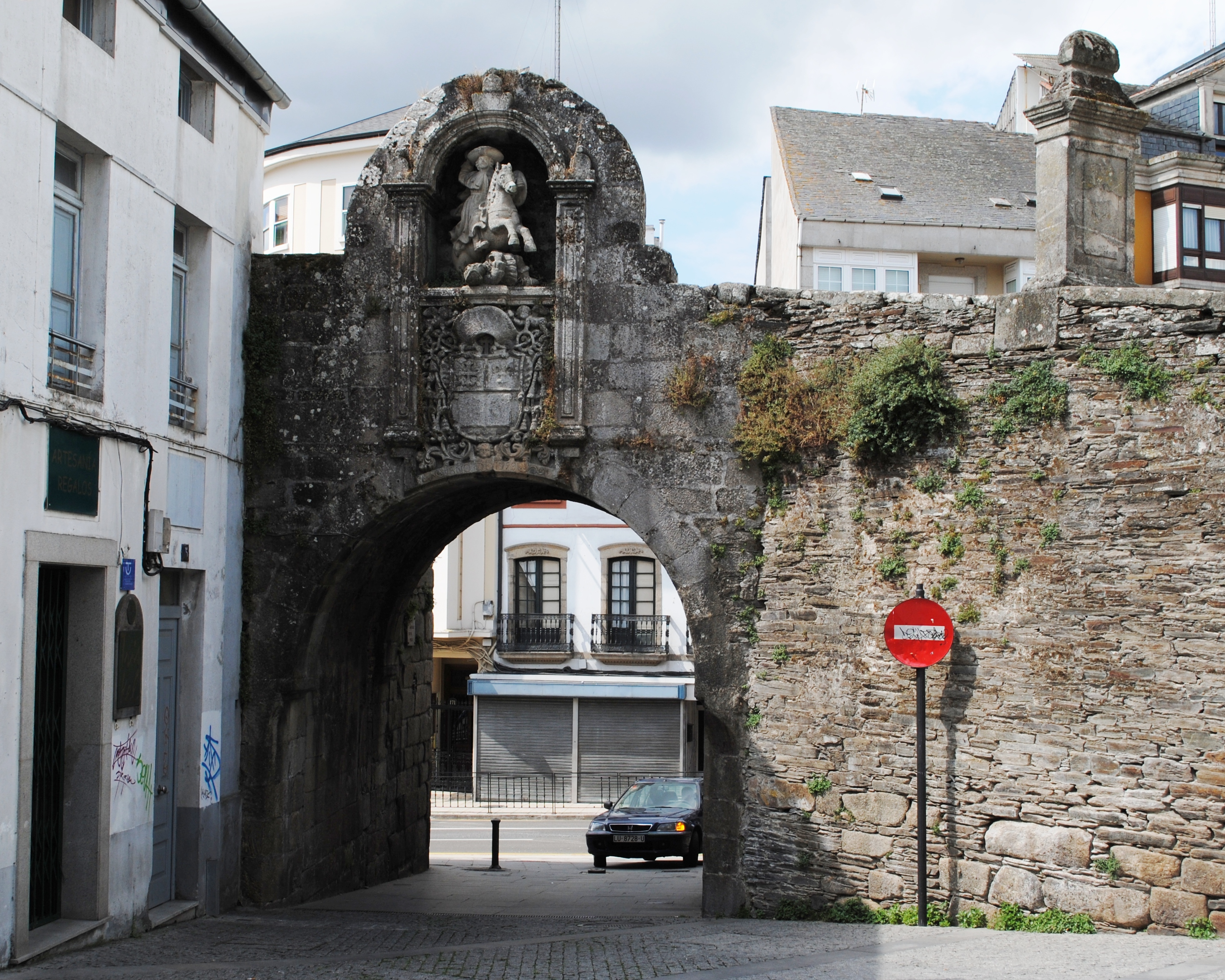
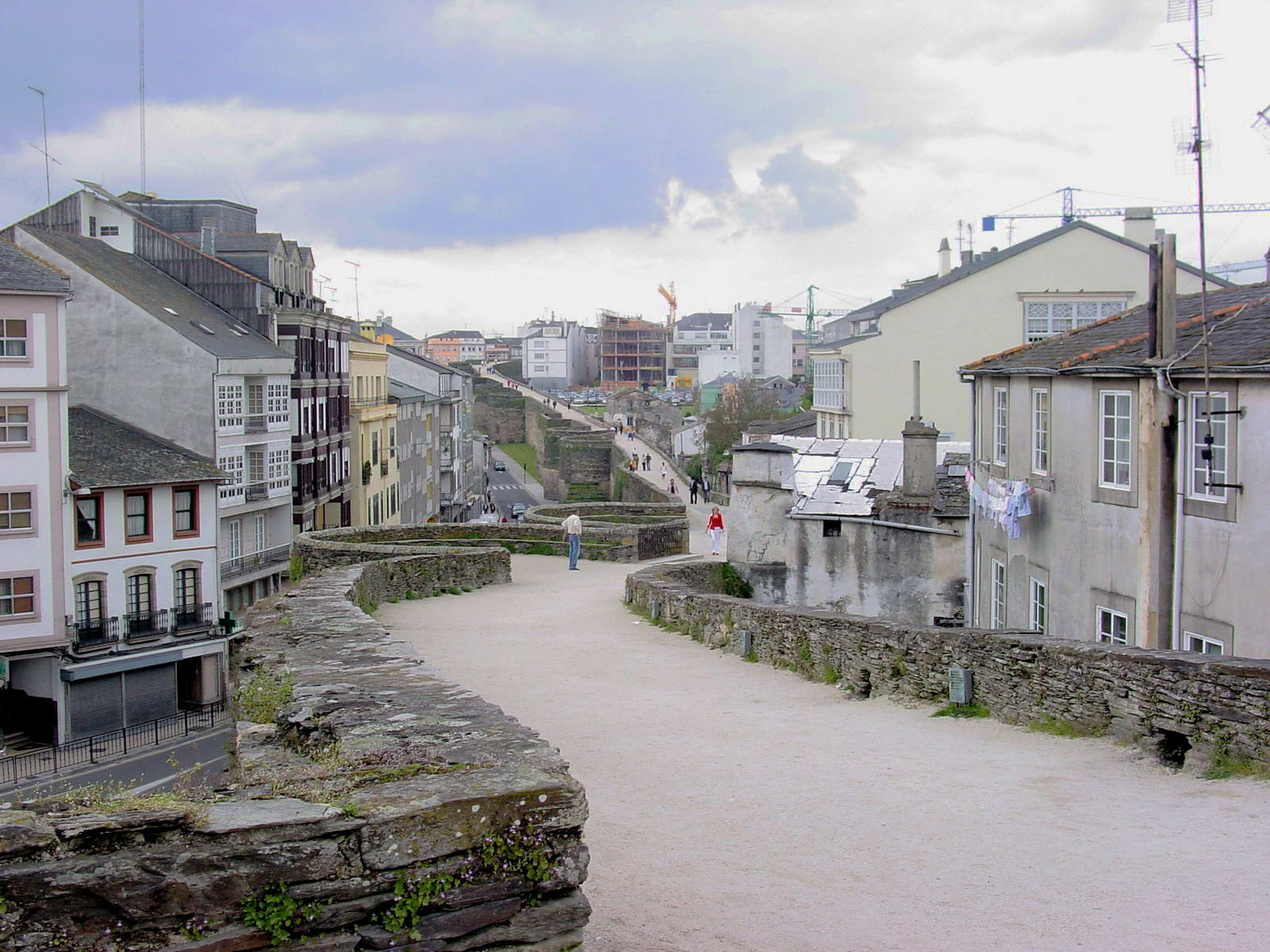
城墙散步道